# Václav Lamr

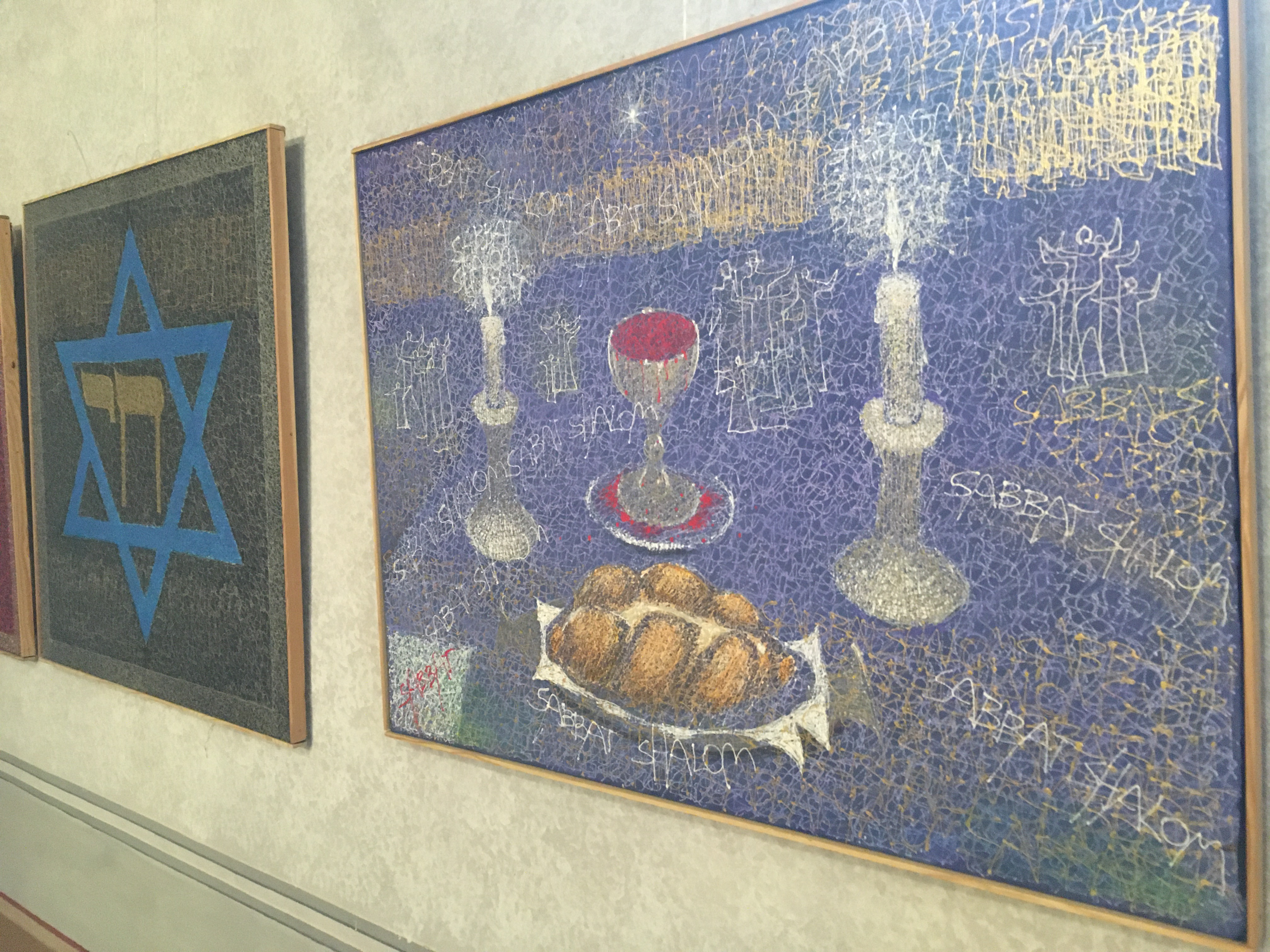
Série Davidových hvězd; Šabat

Václav Lamr (25. dubna 1943, Litovel – 17. prosince 2020, Praha) byl český výtvarník, básník, aforista a osobnost evangelikálního hnutí. Byl zakladatelem sdružení Christ Art Mission a české pobočky organizace Full Gospel Business Men's Fellowship International.

## Život
Rodák z Litovle, absolvoval uměleckoprůmyslovou školu v Brně obor malířské techniky a malba v architektuře (1961–1964). Později pracoval jako štukatér v uměleckých řemeslech, divadelní výtvarník, arteterapeut, ošetřovatel na psychiatrii v Želivě a ošetřovatel tělesně postižených.
Před rokem 1968, v době myšlenkového a společenského uvolnění, vystavoval na výstavách nastupující generace výtvarníků a pořádal literární večery vlastní poesie. Od roku 1970, po událostech, které ho orientovaly ke křesťanským hodnotám, zanechal načas uměleckou dráhu a zabýval se misijní prací. Vedle své misijní činnosti tvořil obrazy a grafiky, kterými chtěl přiblížit závažná biblická témata s všelidskou platností (Návrat ztraceného syna, Milosrdný otec, Milosrdný Samaritán, Zápas Jákoba s andělem). Své obrazy a kresby vystavoval na samostatných výstavách i při kolektivních akcích doma i v zahraničí (USA, Německu, Norsku, Anglii, Paříži).
V posledních letech se zaměřoval na aktualizaci duchovního odkazu české reformace (akce kolem Betlémské kaple v Praze, čtení Slova v ulicích, happeningy, oslovování zahraničních turistů a cizinců v Praze). Hledal nové formy jak oslovit lidi evangeliem.
Václav Lamr zemřel v prosinci roku 2020.

## Z tvorby Václava Lamra

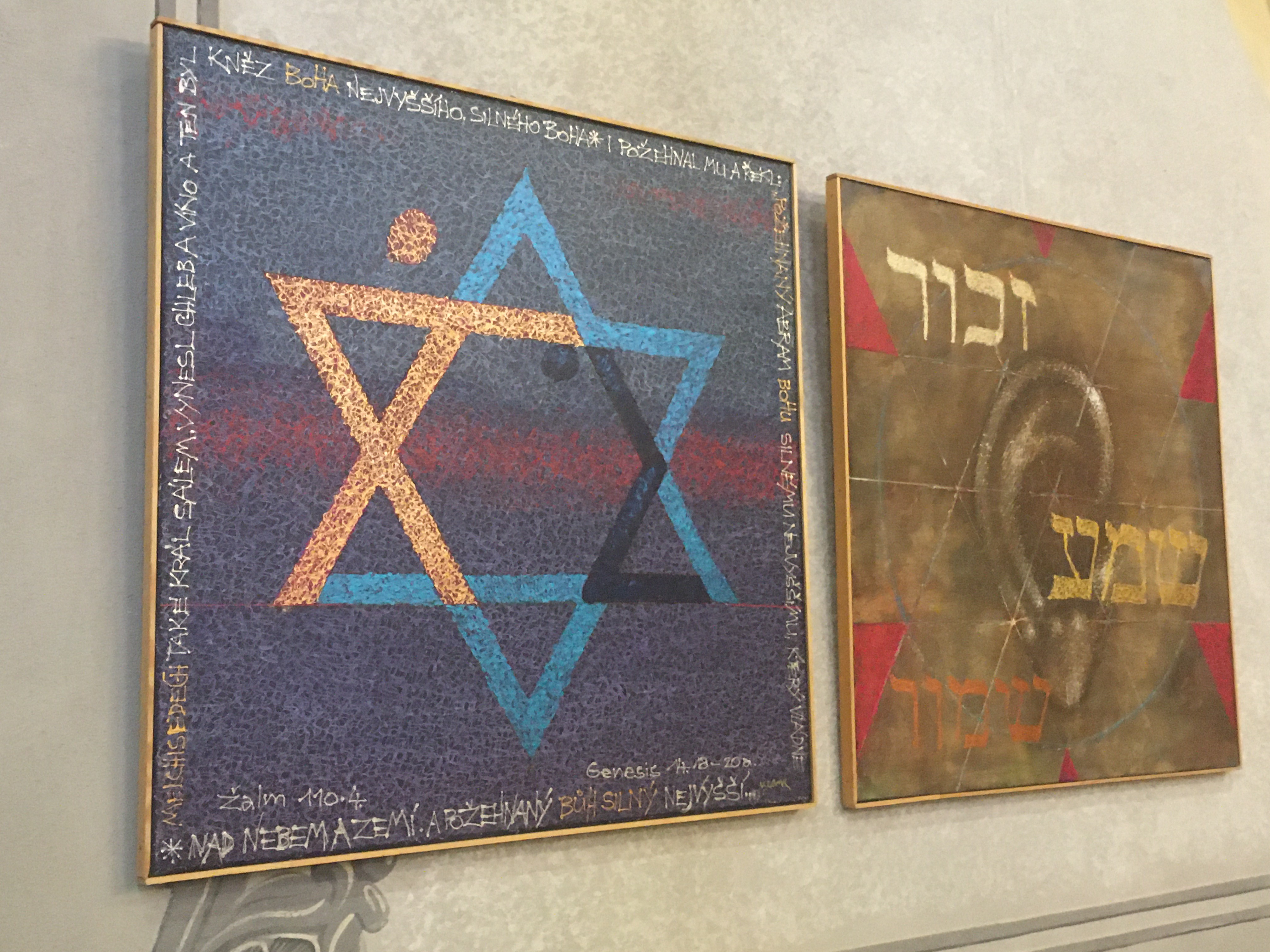
Série Davidových hvězd; Slyš Izraeli (Šma Jisrael)
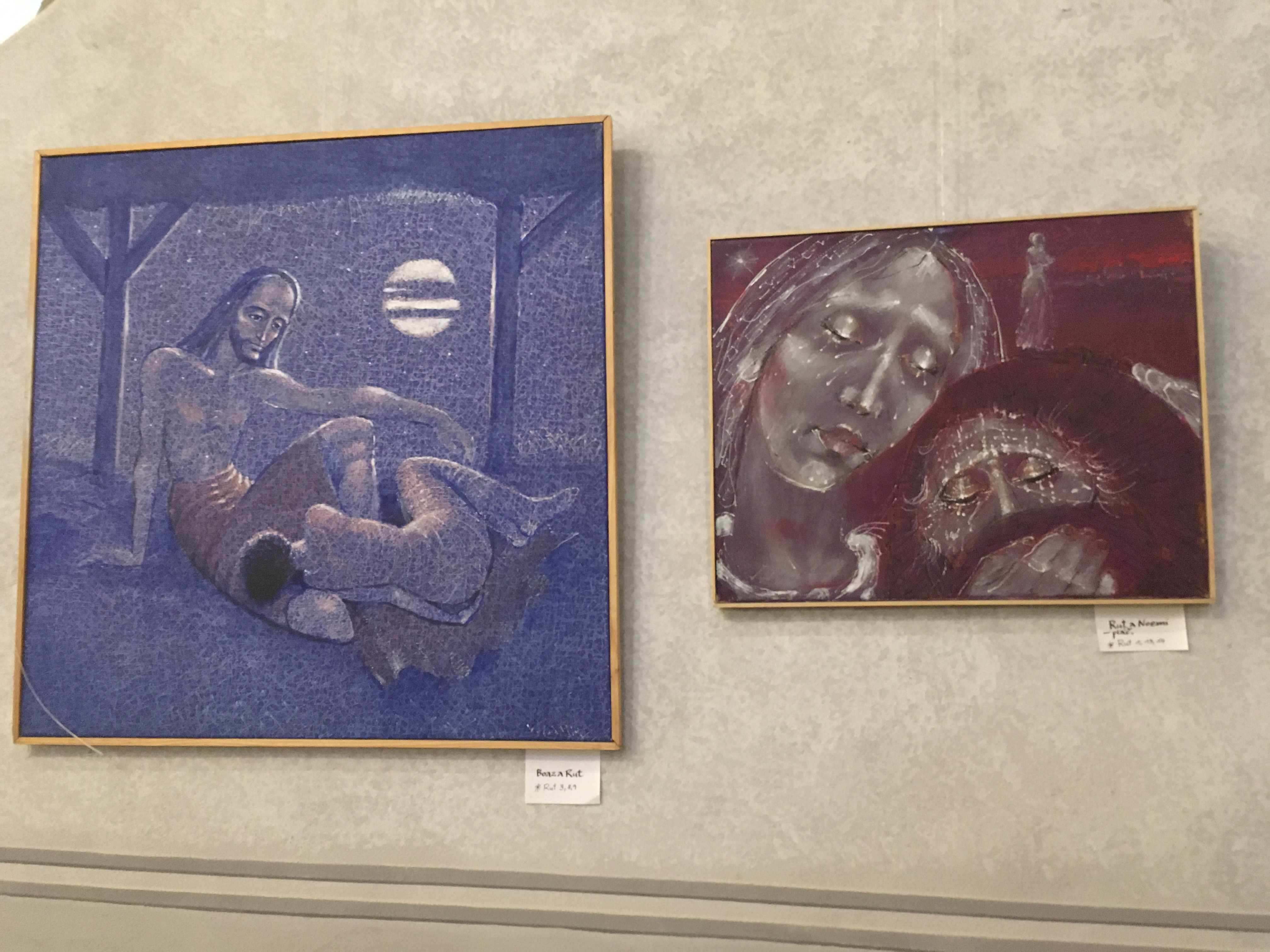
Bóaz a Rút; Noemi a Rút